# Falconina gracilis
Falconina gracilis är en spindelart som först beskrevs av Eugen von Keyserling 1891.  Falconina gracilis ingår i släktet Falconina och familjen flinkspindlar. Inga underarter finns listade i Catalogue of Life.